# Schwarzkümmel
Die Schwarzkümmel (Nigella) sind eine Pflanzengattung innerhalb der Familie der Hahnenfußgewächse (Ranunculaceae). Die je nach Autor 14 bis 20 Arten sind von Südeuropa über Vorder- und Zentralasien sowie Nordafrika verbreitet.

## Beschreibung

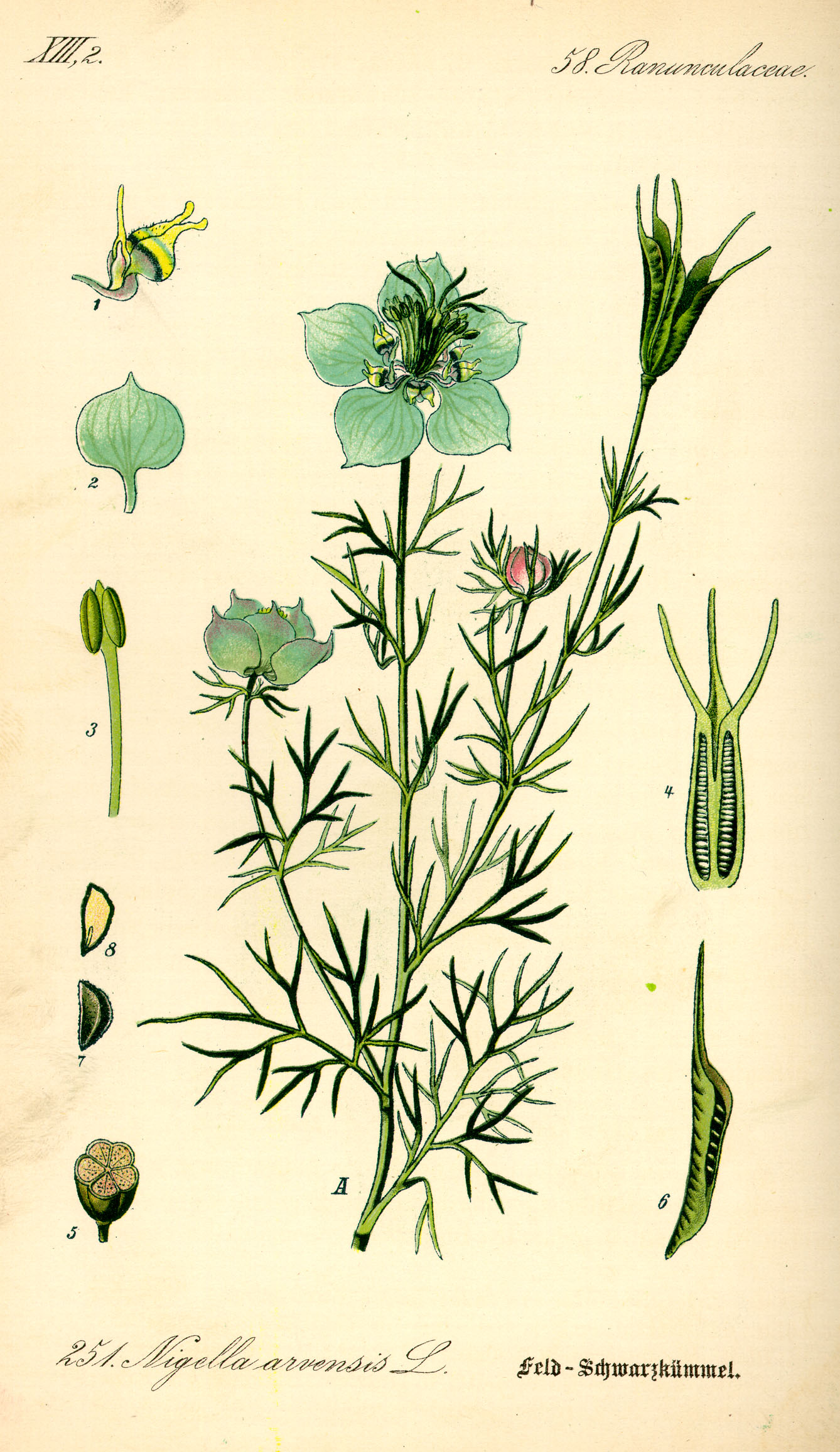
Illustration des Acker-Schwarzkümmel (Nigella arvensis)

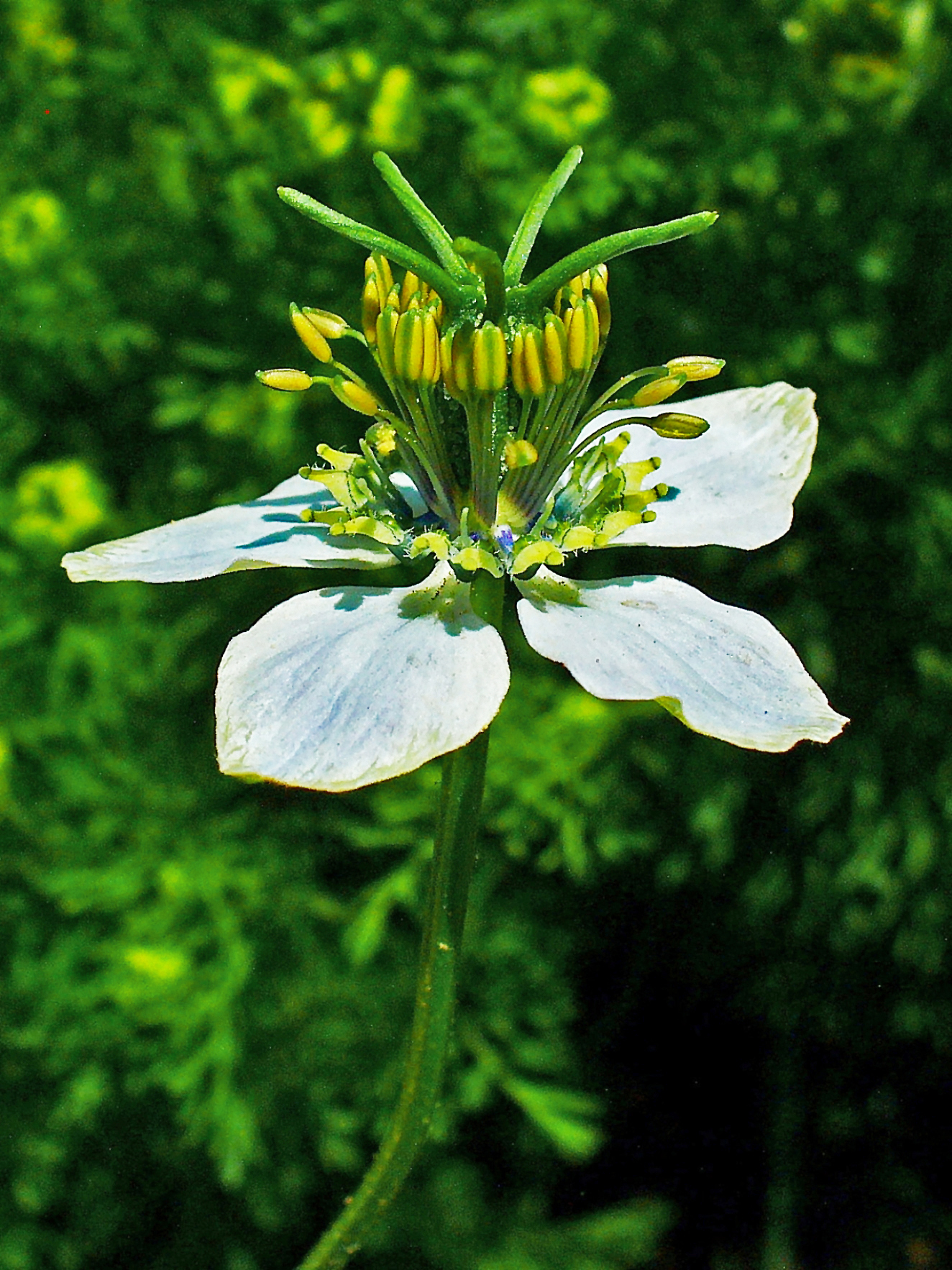
Blüte des Echten Schwarzkümmel (Nigella sativa)

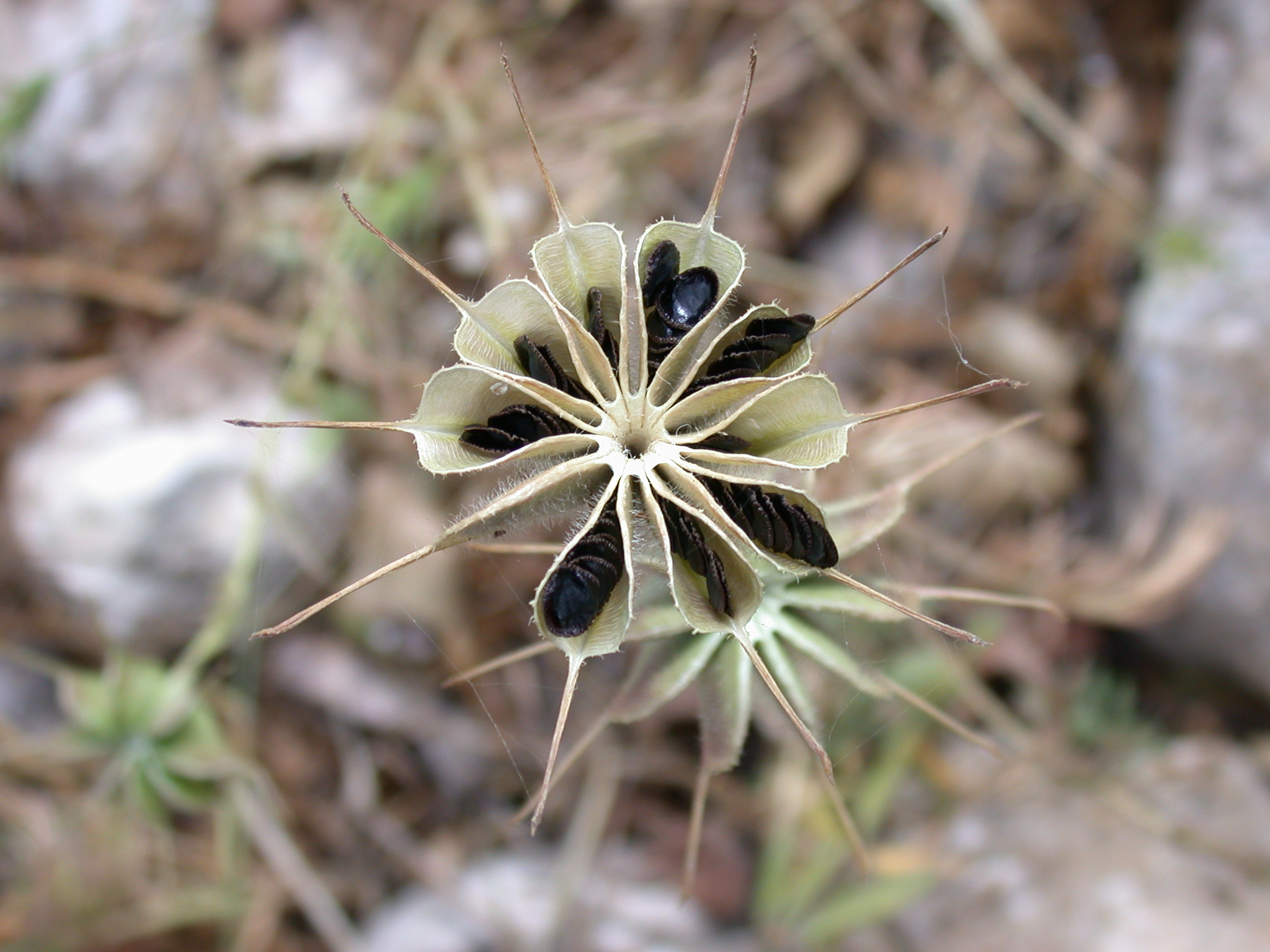
Offene Balgfrüchte von Nigella ciliaris

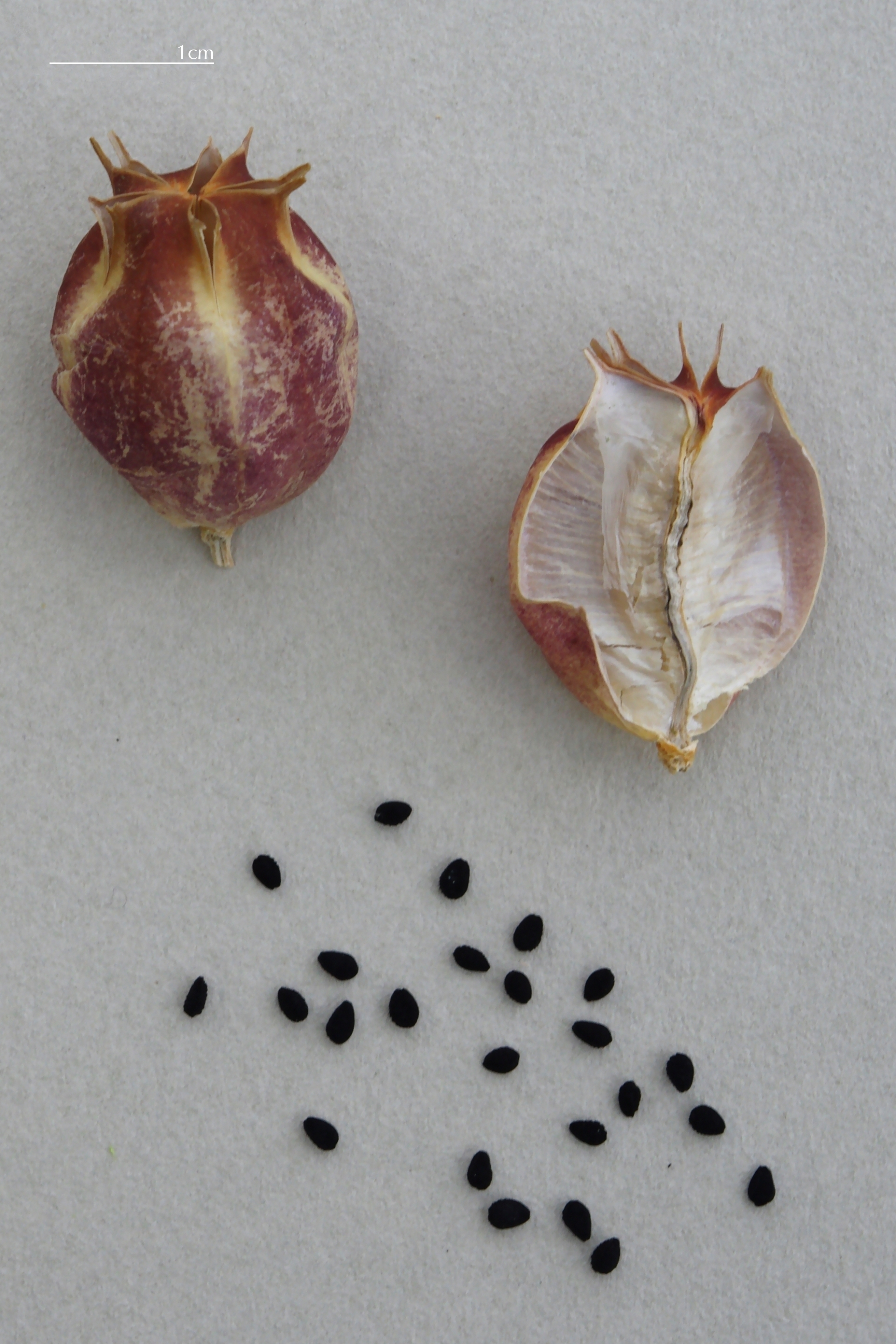
Frucht und Samen der Jungfer im Grünen (Nigella damascena)

### Vegetative Merkmale
Nigella-Arten sind einjährige krautige Pflanzen, die Wuchshöhen von meist 20 bis 45 (10 bis 70) Zentimetern. Es werden Pfahlwurzeln gebildet. Die aufrechten und meist verzweigten Stängel sind gerillt und meist kahl.
Die grundständig und wechselständig am Stängel verteilt angeordneten Laubblätter sind meist in Blattstiel und -spreite gegliedert; die obersten sind sitzend. Bei den Grundblättern sind die Blattstiele bis zu 15 Millimeter lang. Ihre Blattspreiten sind bei einer Länge von 15 bis 35 Millimetern sowie einer Breite von 8 bis 20 Millimetern im Umriss länglich bis verkehrt-eiförmig und zwei- bis dreifach fiederteilig. Ihre Blattsegmente sind linealisch. Die Blattstiele der Stängelblätter sind (falls welche vorhanden sind) höchstens 1 bis 2 Millimeter lang. Die Blattspreiten der Stängelblätter sind nur selten ungeteilt, oder meist zweifach fiederteilig. Die Blattsegmente sind fadenförmig, fein zerschlitzt, fast haarförmig. Der Blattrand ist glatt.

### Generative Merkmale
Die Blüten sind einzeln end- oder achselständig oder meist zu mehreren in locker verzweigten, traubigen Blütenständen angeordnet. Es sind meist fünf bis sechs Hüllblätter vorhanden; dieses Involucrum befindet sich direkt unter der Blüte. Die Hüllblätter sind fein fiederteilig.
Die zwittrigen Blüten sind bei Durchmessern von 10 bis 15, selten bis zu 20 Millimetern radiärsymmetrisch und fünfzählig mit doppelter Blütenhülle. Die meist fünf bis 25 haltbaren Kelchblätter sind kronblattartig und weiß bis blau oder rosafarben, selten gelblich-weiß oder grün bis braun. Die kahlen, genagelten Kelchblätter sind bei einer Länge von 5 bis 5 Millimetern sowie einer Breite von 2,5 bis 4 Millimetern länglich, elliptisch, verkehrt-eiförmig mit spitzem oder zugespitztem oberen Ende. Die meist fünf, selten sechs bis zehn freien Honigblätter sind bleifarben, kastanienbraun, bräunlich, blau, violett und mit Flecken oder Linien gezeichnet. Die Honigblätter sind bei einer Länge von 2 bis 5 Millimetern zweilippig und nicht kronblattartig, mit kaputzenförmigen Ende; selten fehlen sie. In den Honigblättern befinden sich die Nektardrüsen am oberen Ende. Die Honigblätter sind genagelt und der Nagel ist mindestens doppelt so lang wie die Kelchblätter. Die Platte ist kreisförmig und am oberen Ende tief ausgerandet. Die Oberlippe (= inner Lippe) ist 1 bis 1,5 Millimeter lang sowie 1,5 bis 2 Millimeter breit. Die Unterlippe (= äußere Lippe) ist bei einer Länge von 7 bis 9 Millimetern sowie einer Breite von 5 bis 8 Millimetern kreis- oder eiförmig. Sie ist spärlich lang behaart mit unregelmäßig gezähnten Rand und gewellt. Es sind meist 15 bis 16 (12 bis 75 – viele) Staubblätter in zwei Kreisen vorhanden. Die dünnen Staubfäden sind 3 bis 5 Millimeter lang. Die 1 bis 2 Millimeter langen Staubbeutel sind am oberen Ende gestutzt und grünlich, gelb oder braun bei Pollenreife. Es sind keine Staminodien vorhanden. Die selten nur zwei, meist fünf oder zehn oberständige Fruchtblätter sind im oberen Bereich teilweise oder ganz verwachsen. Es sind 25 bis 100 Samenanlagen vorhanden. Die relativ langen Griffeläste bleiben weit voneinander getrennt (frei); sie bilden in sich tordierte oder im Raum geschraubelte Stylodien.
Die zwei bis acht, selten bis zu 14 sitzenden Balgfrüchte sind mehr oder weniger zusammenhängend und enthalten jeweils einige Samen. Die Balgfrüchte sind einschließlich des Schnabels 5 bis 10 Millimeter lang sowie 2 bis 3 Millimeter breit und ihre Oberfläche ist warzig mit feinen Nerven. Auf den Balgfrüchten sind lange haltbare Griffel und die haltbaren Kelchblätter vorhanden. Der 13 bis 20 Millimeter lange Schnabel ist gerade. Die schwarzen oder braunen, glänzenden oder matten Samen sind bei einer Länge von 2 bis 4 Millimetern sowie einem Durchmesser von 2 bis 3 Millimetern breit verkehrt-eiförmig. Die Samenschale ist netzartig mit erhabenen Kämmen.

### Chromosomensätze
Die Chromosomengrundzahl beträgt x = 6; es liegt Diploidie mit einer Chromosomenzahl von 2n = 12 vor.

## Analytik
Zur qualitativen und quantitativen Bestimmung der Inhaltsstoffe des Kümmelsamens kommt nach angemessener Probenvorbereitung die Kopplung der Gaschromatographie oder HPLC mit der Massenspektrometrie zur Anwendung.

## Ökologie
Es handelt sich um Therophyten. Die Bestäubung erfolgt durch ein breites Spektrum von Insekten.

## Systematik und Verbreitung

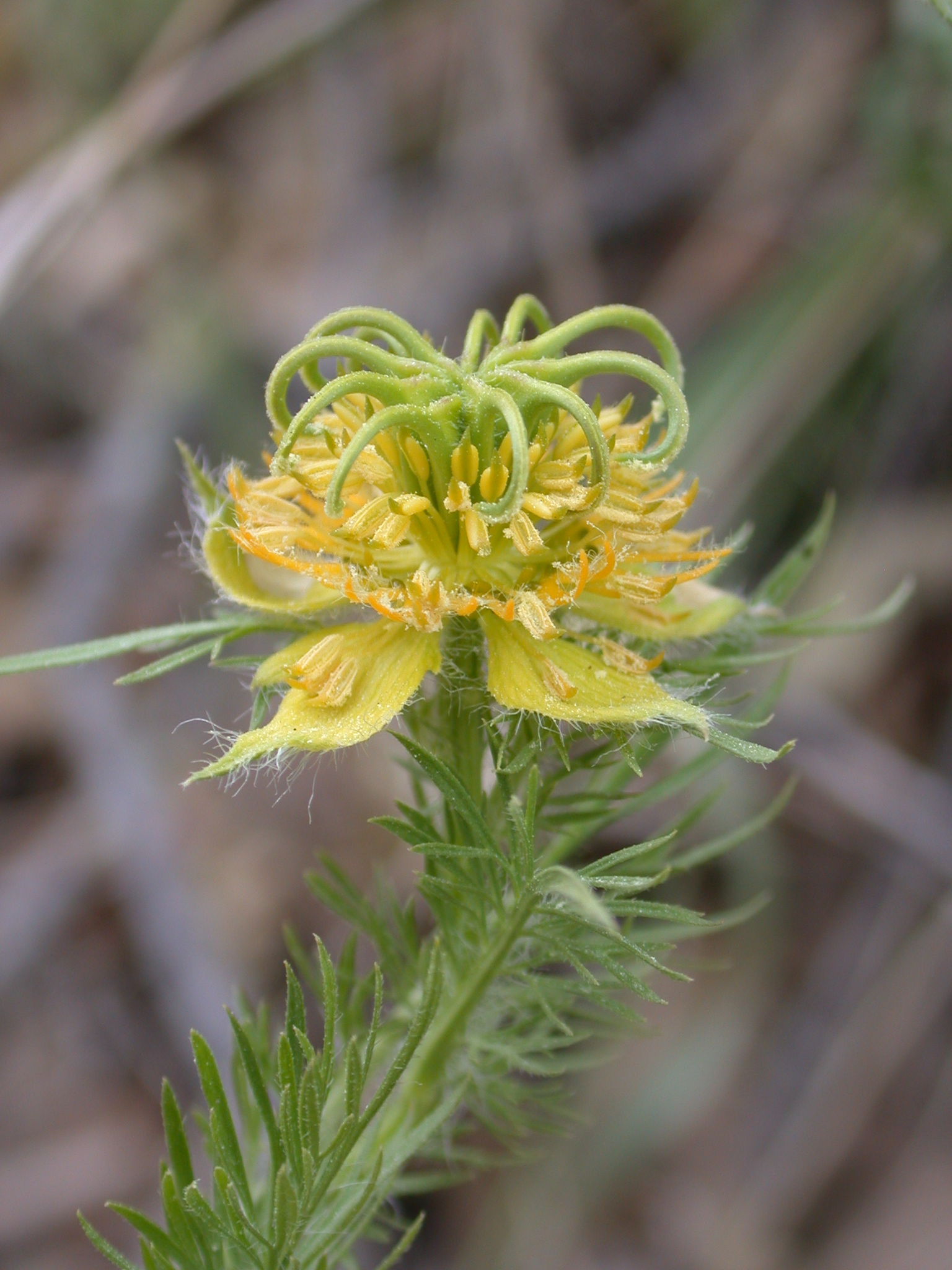
Blüte von Nigella ciliaris

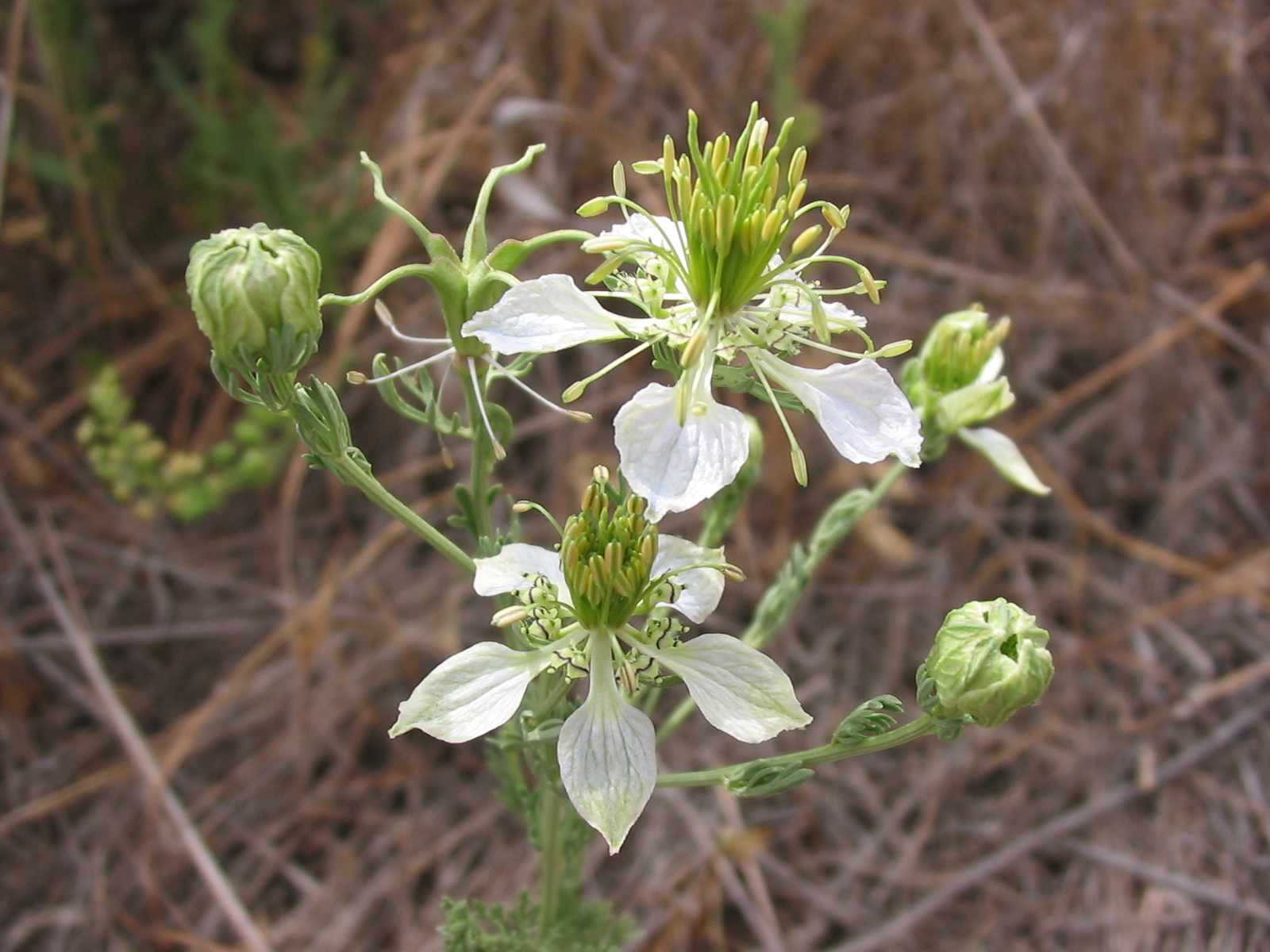
Blüten von Nigella gallica

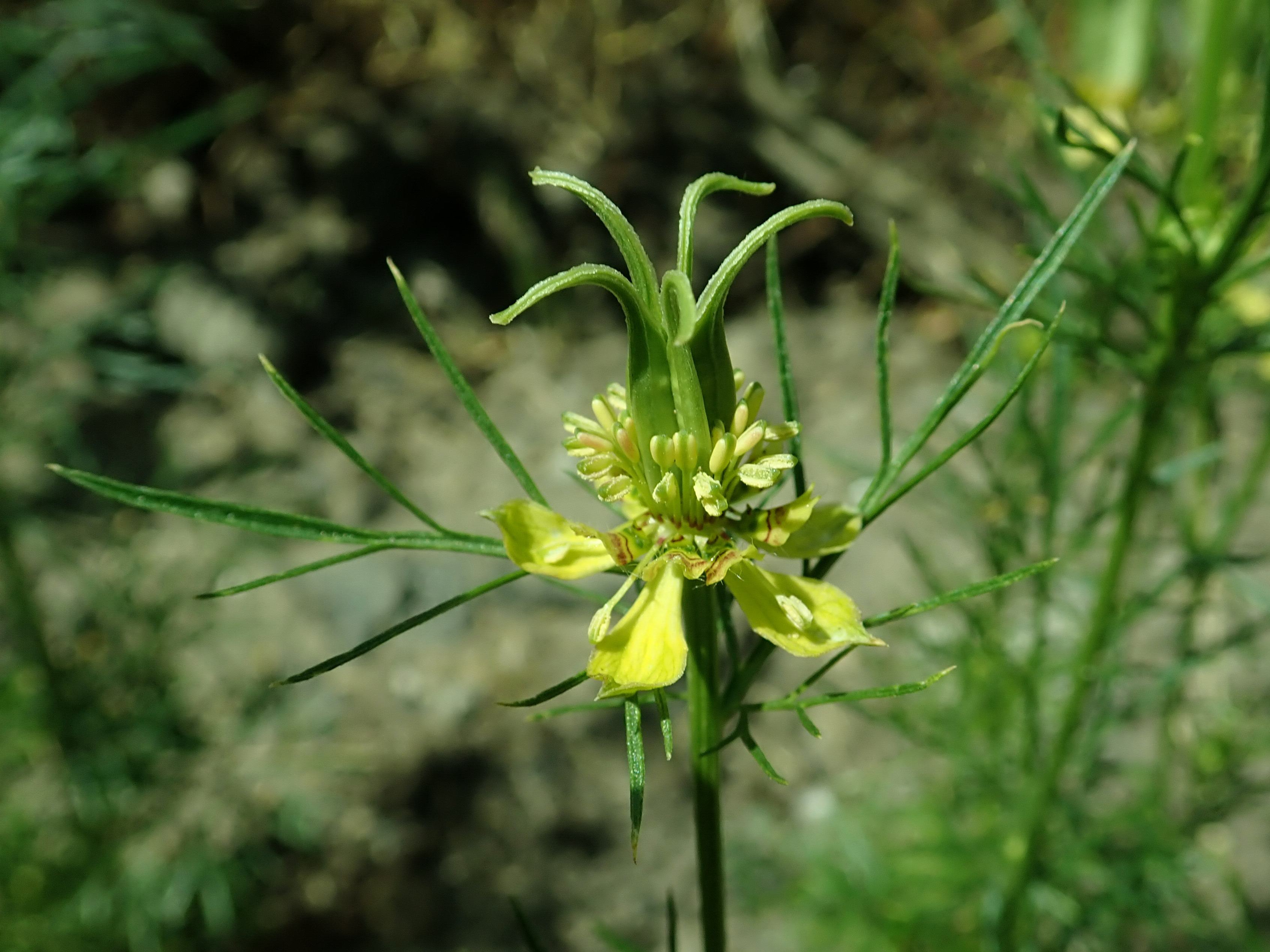
Blüte von Nigella orientalis

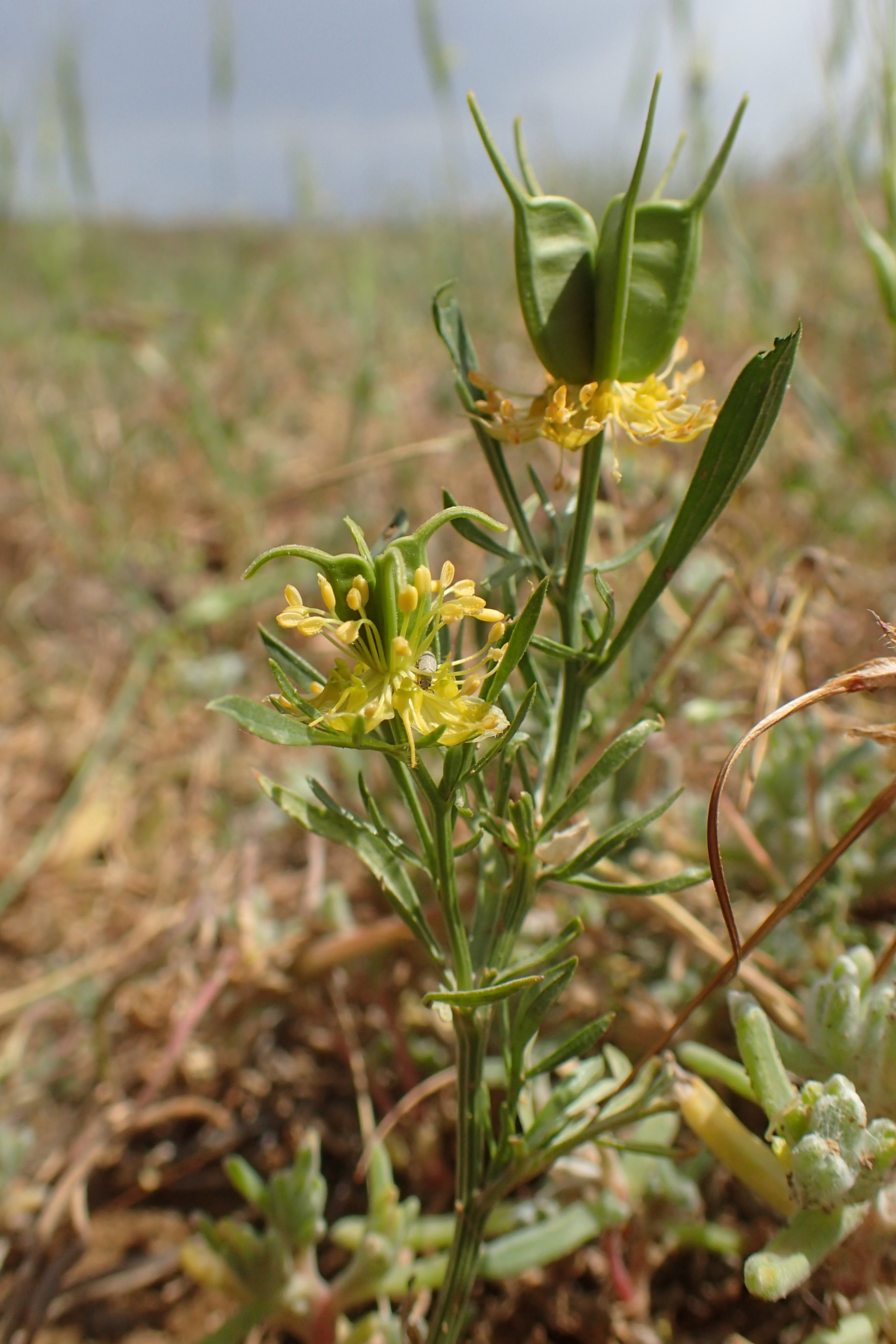
Nigella oxypetala

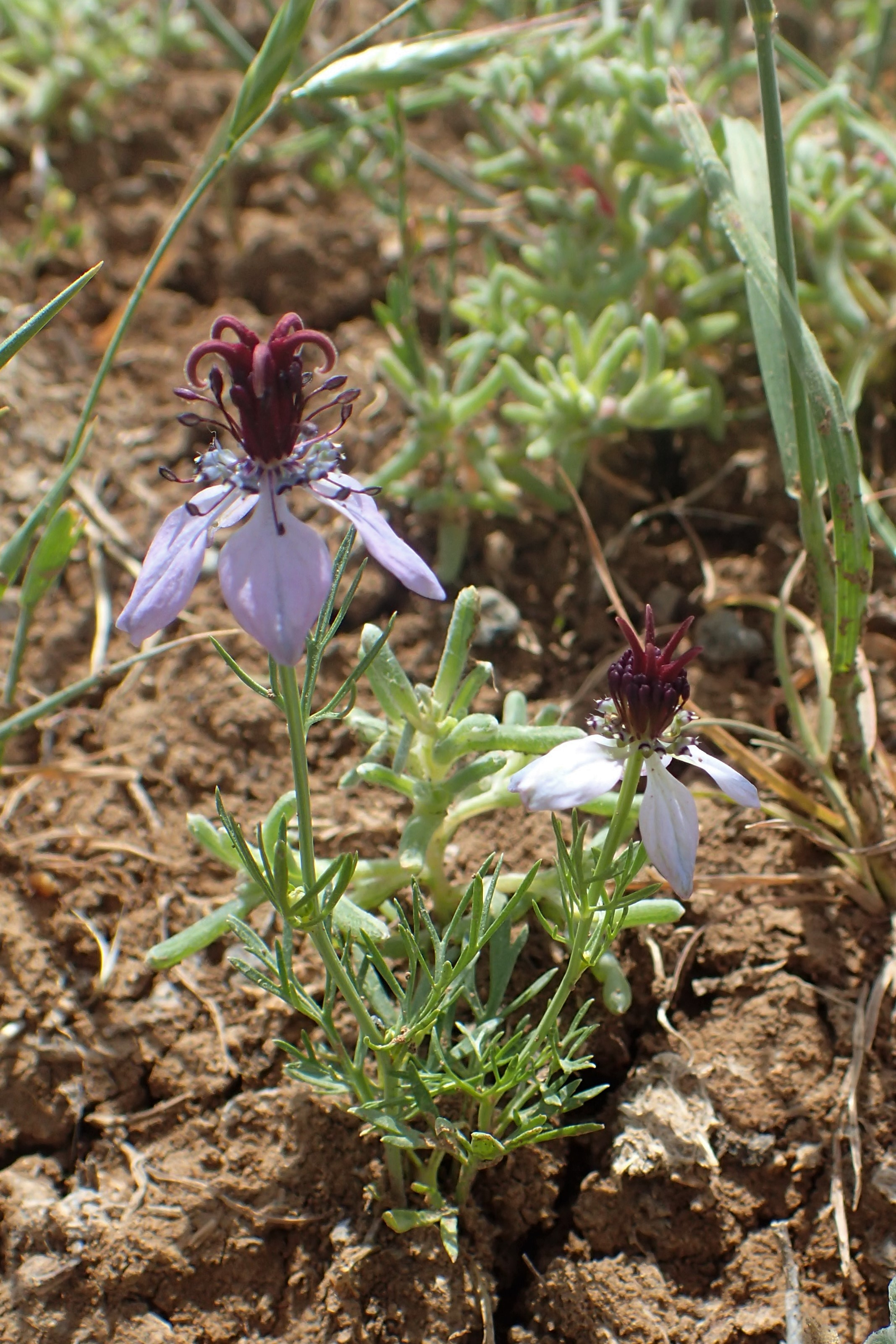
Nigella segetalis

Die Gattung Nigella wurde 1753 durch Carl von Linné in Species Plantarum, Tomus I, S. 534 aufgestellt. Als Lectotypusart wurde Nigella arvensis L. festgelegt. Ein Synonym für Nigella L. ist Erobathos Spach.
Die Gattung Nigella gehört mit den beiden Gattungen Garidella sowie Komaroffia Kuntze zur Tribus Nigelleae Schröder in der Unterfamilie Ranunculoideae innerhalb der Familie Ranunculaceae.
Die Gattung Nigella ist von Südeuropa über Vorder- und Zentralasien sowie Nordafrika verbreitet. Das Zentrum der Artenvielfalt ist der Mittelmeerraum. In der Türkei kommen 14 Arten vor, zehn davon kommen dort ursprünglich vor.
Die Gattung Nigella wird in die drei Untergattungen Erobathos DC., Nigellaria DC. sowie Nigellastrum (Fabricus) DC. gegliedert.
Die Systematik der Gattung Nigella wird kontrovers diskutiert. Die Darstellung in Euro+Med 2014+ wird fortlaufend verändert, beispielsweise bei Dönmez et al. 2021.
Je nach Autor gibt es 13 bis 20 Arten:
- Acker-Schwarzkümmel[7] (Nigella arvensis L., Syn.: Nigella divaricata DC., Nigella arvensis subsp. divaricata (DC.) Arcang., Nigella foeniculacea DC., Nigella tuberculata Griseb.): Je nach Autor gibt es eine unterschiedliche Zahl von Unterarten und Varietäten. Hier erfolgt die Darstellung der Subtaxa nach Dönmez et al. 2021 mit nur drei Varietäten:[2]
  - Nigella arvensis L. var. arvensis (Syn.: Nigella agrestis J.Presl & C.Presl, Nigella assyriaca (Boiss.) Boiss., Nigella assyriaca var. longicornis Zohary, Nigella assyriaca var. longicornis Zohary, Nigella carpatha Strid, Nigella catanae Tenore, Nigella cretensis Steven, Nigella degenii Vierh., Nigella degenii subsp. barbro Strid, Nigella degenii subsp. minor Strid, Nigella deserti Boiss., Nigella deserti var. arabica Boiss., Nigella deserti var. assyriaca Boiss., Nigella deserti var. assyriaca Boiss., Nigella deserti var. latilabris Zohary, Nigella deserti Boiss., Nigella deserti var. arabica Boiss., Nigella divaricata Moris, Nigella divaricata var. palaestina Zohary, Nigella divaricata var. palestina Zohary, Nigella doliata Pall. ex M.Bieb., Nigella foeniculacea DC., Nigella foeniculacea Hohen. ex Boiss., Nigella tuberculata Griseb., Nigella glauca Schkuhr ex Wender., Nigella huthii Brand, Nigella doerfleri Vierh., Nigella icarica Strid, Nigella stricta Strid, Nigella taubertii Brand, Nigella arvensis subsp. arvensis Tutin, Nigella arvensis subsp. glauca (Boiss.) Terracc., Nigella arvensis subsp. normlalis Terracciano, Nigella arvensis subsp. taubertii (Brand) Maire, Nigella arvensis subsp. brevifolia Strid, Nigella arvensis subsp. divaricata var. daucifolia Zohary, Nigella arvensis subsp. arvensis var. arabica (Boiss.) Zohary, Nigella arvensis var. glaucescens Gussone, Nigella arvensis var. glauca (Schkuhr) Boiss., Nigella arvensis var. assyriaca (Boiss.) C.C.Towns., Nigella arvensis var. assyriaca (Boiss.) Zohary, Nigella arvensis var. mutica Bornm., Nigella arvensis var. negevensis Zohary, Nigella arvensis var. multicaulis Zohary, Nigella arvensis var. cossoniana Ball, Nigella arvensis var. typica Boiss., Nigella arvensis var. verruculosa Beck, Nigella arvensis var. involucrata Boiss., Nigella arvensis var. beershevensis Zohary, Nigella arvensis var. divaricata (Zohary) Zohary & Feinbrn., Nigella arvensis var. divaricata (Beaupre) Boiss., Nigella arvensis var. microcarpa Boiss., Nigella arvensis var. tauricola P.H.Davis, Nigella arvensis var. assyriaca (Boiss.) Zohary, Nigella arvensis var. assyriaca (Boiss.) Zohary, Nigella arvensis var. caudata Boiss., Nigella arvensis var. anatolica Zohary, Nigella arvensis var. longicornis (Zohary) C.C.Towns., Nigella arvensis var. iranica): Sie ist von Europa bis Vorderasien, Nordafrika, in der Ukraine, auf der Krim, und in Ägypten verbreitet[1].[1][2] In Mitteleuropa ist sie eine Ackerrand- und Ruderalpflanze.
  - Nigella arvensis var. aristata (Sibthorp & Smith) Dönmez & Uğurlu (Syn.: Nigella aristata Sm., Nigella aristata subsp. rechingeri Tutin, Nigella arvensis subsp. aristata (Sm.) Nyman,[1] Nigella arvensis subsp. rechingeri (Tutin) Tutin, Nigella arvensis var. involucrata (Boiss.) Terracc., Nigella huthii var. aristata (Sm.) Brand, Nigella degenii subsp. jenny Strid): Diese Neukombination erfolgte 2021. Sie kommt auf der Balkanhalbinsel und in der Türkei vor.[2]
  - Nigella arvensis var. simplicifolia Zohary (Syn.: Nigella arvensis var. oblanceolata P.H.Davis): Sie kommt nur in der Türkei und im Irak vor.[2]
- Nigella ciliaris DC. (Syn.: Nigella oxypetala DC. subsp. ciliaris A.Terracc.): Sie ist nur von sieben Fundorten in Zentralasien, in Syrien, im Libanon, Jordanien, in Palästina und auf Zypern bekannt.[1][2]
- Jungfer im Grünen[7] (Nigella damascena L., Syn.: Nigella bourgaei Jord., Nigella elegans Salisb., Nigella multifida Gaterau, Nigella taurica Steven, Nigella damascena var. africana Brand, Nigella damascena var. minor Boiss., Nigella damascena subsp. minor (Boiss.) A.Terracc.):[2] Sie wurde und wird in Gärten kultiviert und verwildert, Heimat ist Südeuropa bis Vorderasien und Nordafrika.[1]
- Nigella elata Boiss. (Syn.: Nigella involucrata Moench, Nigella involucrata K.Koch, Nigella bithynica Azn.): Sie kommt in Bulgarien, Griechenland, auf Inseln in der Ägäis, in der westlichen Türkei und auf der Krim vor.[1][2]0
- Nigella fumariifolia Kotschy (Syn.: Nigella fumariifolia subsp. normalis A.Terracc.): Sie kommt auf Zypern, Kreta und auf Inseln in der Ägäis vor.[1][2]
- Nigella gallica Jord. (Syn.: Nigella hispanica L., Nigella hispanica subsp. gallica (Jord.) Nyman, Nigella hispanica subsp. confusa Nyman, Nigella hispanica var. parviflora Coss., Nigella arvensis subsp. hispanica (L.) Malag., Nigella arvensis auct. non L., Nigella divaricata sensu Willk., Nigella amoena Salisb., Nigella gaditana Soleirol ex Nyman, Nigella intermedia Rouy & Foucaud, Nigella intermedia K.Koch, Nigella polygynia Moench,): Sie kommt in Spanien sowie Portugal vor.[1][2]
- Nigella koyuncui Dönmez & Uğurlu:[1] Sie wurde 2015 erstbeschrieben. Es sind nur zwei Fundorte bekannt, die etwa 20 km voneinander entfernt sind. Dieser Endemit kommt nur in der Provinz Sinop in der nordöstlichen Türkei vor. Insgesamt wurden nur 150 blühfähige Exemplare gefunden.[2][6]
- Nigella orientalis L. (Syn.: Nigellastrum flavum Moench, Nigellastrum orientale Bercht. & J.Presl): Sie kommt im europäischen und asiatischen Teil der Türkei, Griechenland, auf Inseln in der östlichen Ägäis, im Kaukasusraum und in Vorderasien bis zum Iran vor.[1][2]
- Nigella oxypetala Boiss. (Syn.: Nigella noeana Boiss., Nigella persica Boiss., Nigella oxypetala var. persica (Boiss.) Brand, Nigella oxypetala var. noeana (Boiss.) Boiss., Nigella oxypetala var. tenuifolia Boiss., Nigella oxypetala  var. typica Brand, Nigella oxypetala subsp. normalis A.Terracc.):[1] Seit 2021 gibt es drei Varietäten:[2]
  - Nigella oxypetala Boiss. var. oxypetala: Sie kommt in der östlichen Türkei, im Libanon, Iran, Syrien, Aserbaidschan sowie Armenien vor.[2]
  - Nigella oxypetala var. latisecta (P.H.Davis) Dönmez & Uğurlu (Syn.: Nigella latisecta P.H.Davis, Nigella oxypetala subsp. latisecta (P.H.Davis) Takht. & Fedorov, Nigella oxypetala subsp. latisecta (P.H.Davis) Takht.): Diese Neukombination erfolgte 2021. Sie kommt in von der zentralen bis östlichen Türkei uns in Armenien vor.[1][2]
  - Nigella oxypetala var. lancifolia (Hub.-Mor.) Dönmez & Uğurlu (Syn.: Nigella lancifolia Hub.-Mor.): Diese Neukombination erfolgte 2021. Dieser Endemit kommt im zentralen asiatischen Teil der Türkei nur in den Provinzen Niğde sowie Konya vor.[1][2]
- Nigella papillosa G.López: Es gibt etwa zwei Unterarten:[1][2]
  - Nigella papillosa subsp. atlantica (Murb.) G.López, Nigella hispanica subsp. atlantica Murb., Nigella atlantica (Murb.) Rivas Mart., Nigella hispanica var. intermedia Coss., Nigella hispanica subsp. intermedia (Coss.) A.Terracc., Nigella arvensis subsp. atlantica (Murb.) Malag.: Sie kommt im westlichen Mittelmeerraum in Spanien, Portugal, Andorra, Gibraltar, Sizilien, Malta und Algerien, Tunesien sowie Marokko vor.[1][2]
  - Nigella papillosa G.López subsp. papillosa: Sie kommt auf der Iberischen Halbinsel vor.[1][2]
- Echter Schwarzkümmel[7] (Nigella sativa L., Syn.: Nigella cretica Mill., Nigella cretica Garsault nom. inval., Nigella glandulifera Freyn & Sint ex Freyn, Nigella indica Roxb. ex Flem., Nigella truncata Viv., Nigella sativa var. indica (Roxb.) DC., Nigella sativa subsp. normalis A.Terracc., Nigella sativa var. hispidula Boiss., Nigella sativa var. brachyloba Boiss.):[2] Er wird als Gewürz- und Ölpflanze kultiviert und seine Heimat ist Südwestasien;[1] in Mitteleuropa ist er nicht heimisch.
- Nigella segetalis M.Bieb. (Syn.: Nigella sativa L., Nigella sativa var. cretica DC., Nigella cretica Mill., Nigella foeniculacea DC., Nigella foeniculacea Spenner non DC., Nigella foeniculacea Ledeb. non DC., Nigella foeniculacea Hohen. ex Boiss., Nigella armena Steven, Nigella bicolor Boiss. et Heldr., Nigella verrucosa K.Koch, Nigella segetalis var. armena (Stev.) Boiss.): Sie kommt in der Ukraine, auf der Krim, im Kaukasusraum und in Vorderasien vor.[1][2]
- Nigella stellaris Boiss. (Syn.: Nigella fumariifolia subsp. stellaris (Boiss.) A.Terracc., Nigella cilicica Boiss. et Bal.): Sie kommt in der Türkei und Syrien vor.[2]
- Nigella turcica Dönmez & Mutlu: Sie wurde 2004 erstbeschrieben.[1] Es ist nur ein Fundort mit etwa 100 blühfähigen Exemplaren im türkischen Iğdır, Tuzluca bekannt.[2]

In die Gattung Nigella gestellt wurden früher:
- Garidella nigellastrum L. (Syn. Nigella nigellastrum (L.) Willk., Garidella anethifolia Salisb., Garidella nigelliformis St.-Lag. nom. nud., Garidella nigelliformis St.-Lag.): Sie ist von Spanien, Frankreich, Kreta auf der Krim und auf den Ägäischen Inseln bis Vorderasien verbreitet.[2]
- Garidella unguicularis Poiret (Syn. Nigella unguicularis (Poiret) Spenner): Sie ist im Mittelmeerraum und Vorderasien verbreitet.[2]
- Komaroffia integrifolia (Regel) Lemos Pereira (Syn.: Nigella integrifolia Regel, Nigella diversifolia Franchet, Komaroffia diversifolia Kuntze):[2] Sie kommt in Zentralasien im Iran und in Kasachstan in den Gebieten Balkhash-Wüste, Dzhungar Alatau sowie Tienshan vor.[8]
- Komaroffia bucharica (Schipcz.) Dönmez (Syn.: Nigella bucharica Schipcz., Nigella media Pachom.): 2021 erfolgte diese Neukombination. Dieser Endemit gedeiht nur nahe der Grenze vom östlichen Usbekistan zum westlichen Tadschikistan.[2]